# Reẕāābād
Reẕāābād (persiska: رضا آباد, Reẕāābād-e Ţāherī) är en ort i Iran.   Den ligger i provinsen Khorasan, i den nordöstra delen av landet, 700 km öster om huvudstaden Teheran. Reẕāābād ligger 1 206 meter över havet och antalet invånare är 228.
Terrängen runt Reẕāābād är platt åt nordost, men åt sydväst är den kuperad. Runt Reẕāābād är det ganska tätbefolkat, med 149 invånare per kvadratkilometer. Närmaste större samhälle är Chenārān, 4,8 km nordost om Reẕāābād. Omgivningarna runt Reẕāābād är i huvudsak ett öppet busklandskap.